# Porsche Tennis Grand Prix 2011
Il Porsche Tennis Grand Prix 2011 è stato un torneo femminile di tennis giocato sulla terra rossa indoor. È stata la 34ª edizione del torneo che fa parte della categoria Premier nell'ambito del WTA Tour 2011. Si è giocato nella Porsche Arena di Stoccarda in Germania dal 16 al 24 aprile 2011.

## Partecipanti

### Teste di serie
| Giocatrice  | Nazionalità         | Ranking* | Testa di serie |
| ----------- | ------------------- | -------- | -------------- |
| Danimarca   | Caroline Wozniacki  | 1        | 1              |
| Russia      | Vera Zvonarëva      | 3        | 2              |
| Italia      | Francesca Schiavone | 4        | 3              |
| Bielorussia | Viktoryja Azaranka  | 5        | 4              |
| Australia   | Samantha Stosur     | 6        | 5              |
| Cina        | Li Na               | 7        | 6              |
| Serbia      | Jelena Janković     | 8        | 7              |
| Francia     | Marion Bartoli      | 12       | 8              |

- Ranking all'11 aprile 2011.

### Altre partecipanti
Giocatrici che hanno ricevuto una Wild card:
- Kristina Barrois
- Sabine Lisicki

Giocatrici passate dalle qualificazioni:

- Anna Čakvetadze
- Jamie Hampton
- Michaëlla Krajicek
- Tamira Paszek
- Zuzana Kučová (Lucky loser)
- Beatriz García Vidagany (Lucky loser)

## Distribuzione del montepremi e dei punti

### Distribuzione dei punti
| Turno                        | Singolare femminile | Doppio femminile |
| ---------------------------- | ------------------- | ---------------- |
| Campionesse                  | 470                 | 470              |
| Finaliste                    | 320                 | 320              |
| Semifinaliste                | 200                 | 200              |
| Eliminate ai quarti          | 120                 | 120              |
| Eliminate agli ottavi        | 60                  | 1                |
| Eliminati al 1º turno        | 1                   | –                |
| Qualificate                  | 20                  | –                |
| Turno finale qualificazioni  | 12                  | –                |
| Secondo turno qualificazioni | 8                   | –                |
| Primo turno qualificazioni   | 1                   | –                |

### Montepremi
Il montepremi totale quest'anno è stato di 721 000 $.
| Turno                        | Singolare femminile | Doppio femminile (per squadra) |
| ---------------------------- | ------------------- | ------------------------------ |
| Campionesse                  | 111 000 $           | 35 500 $                       |
| Finaliste                    | 60 700 $            | 18 500 $                       |
| Semifinaliste                | 32 500 $            | 9600 $                         |
| Eliminate ai quarti          | 17 300 $            | 5100 $                         |
| Eliminate agli ottavi        | 9525 $              | 2720 $                         |
| Eliminate al 1º turno        | 5200 $              | –                              |
| Turno finale qualificazioni  | 2530 $              | –                              |
| Secondo turno qualificazioni | 1365 $              | –                              |
| Primo turno qualificazioni   | $750                | –                              |

## Campionesse

### Singolare
Julia Görges ha sconfitto in finale  Caroline Wozniacki per 7–6(3), 6-3
- È il 1º titolo dell'anno per Julia Görges, il 2º della sua carriera.

### Doppio
Sabine Lisicki /  Samantha Stosur hanno sconfitto in finale  Kristina Barrois /  Jasmin Wöhr per 6-1, 7–6(5)